# 3-プロピルリンゴ酸シンターゼ
3-プロピルリンゴ酸シンターゼ(3-propylmalate synthase、EC 2.3.3.12)は、以下の化学反応を触媒する酵素である。
ペンタノイルCoA + 水 + グリオキシル酸{\displaystyle \rightleftharpoons }3-プロピルリンゴ酸 + 補酵素A
従って、この酵素の基質はペンタノイルCoAと水とグリオキシル酸の3つ、生成物は3-プロピルリンゴ酸と補酵素Aの2つである。
この酵素は転移酵素、特にアシル基をアルキル基に変換するアシルトランスフェラーゼに分類される。系統名はペンタノイルCoA:グリオキシル酸 C-ペンタノイルトランスフェラーゼ (チオエステル加水分解, 1-カルボキシブチル形成)(pentanoyl-CoA:glyoxylate C-pentanoyltransferase (thioester-hydrolysing, 1-carboxybutyl-forming))である。他に、3-(n-propyl)-malate synthaseやn-propylmalate synthase等とも呼ばれる。この酵素は、グリオキシル酸とジカルボン酸の代謝に関与している。